# Восход (Червенский район)
Восход (бел. Усход) — бывшая деревня в Червенском районе Минской области Беларуси на территории Рованичского сельсовета, вошедшая в состав деревни Новый Путь. Иногда рассматривается как часть деревни Володута.

## Географическое положение
Расположена в 25 километрах к северо-востоку от Червеня, в 70 км от Минска, в 230 метрах к северу от основной части деревни Новый Путь.

## Административный статус
Ранее Восход был самостоятельным посёлком, в 1966 году он был включён в состав Володуты, но в настоящее время числится частью Нового Пути. Некоторые местные жители считают Новый Путь и Восход частью Володуты, тогда как жители Восхода отделяют его деревни от Нового Пути. По состоянию на 2014 год.

## История
В 1921 году на землях бывшего имения Бояры-Володута был организован совхоз имени Червякова. 20 августа 1924 года населённый пункт вошёл в состав вновь образованного Рованичского сельсовета Червенского района Минского округа (с 20 февраля 1938 — Минской области). Согласно переписи населения СССР 1926 года совхоз имел название Бояры-Володута. В это время и последующие годы Володута была разделена на несколько отдельных населённых пунктов, располагавшихся на определённом расстоянии друг от друга: центральная часть называлась Новый Путь (ныне южная часть Нового Пути), к северу от Нового Пути располагался населённый пункт Восход (ныне северная часть Нового Пути). Во время Великой Отечественной войны деревня была оккупирована немецко-фашистскими захватчиками в начале июля 1941 года. В лесах в районе деревни развернули активную деятельность партизаны бригад «Разгром» и имени Щорса. В один из дней фашисты согнали всех жителей Нового Пути, Восхода и Соломянки в амбар и хотели сжечь заживо, однако карательная акция не была осуществлена: ни один из сельчан не погиб, не было сожжено ни одного дома. В скорости после попытки уничтожить деревню фашисты забрали её жителей в концлагерь в Забашевичи, после чего наиболее крепких мужчин и женщин отправили на работы в Германию. Освобождена в начале июля 1944 года. В похозяйственных книгах до 1950-х годов упоминается как урочище Восход. Среди жителей Восхода были переселенцы из-под Полоцка, предполагают, что среди них могли быть ссыльные и бывшие военные. В 1966 году деревни Восход и Красная Заря были объединены с Володутой. На 2014 год на территории бывшей деревни осталось 3 круглогодично жилых дома, 3 постоянные жительницы — женщины-пенсионерки. В другие дома летом приезжают дачники.

## Население
- 2013 — 3 двора, 3 жителя